# Immunoassay
Az immunpróba olyan biokémiai vizsgálat, amely egy makromolekula vagy kismolekula jelenlétét vagy koncentrációját méri egy oldatban antitest (általában) vagy antigén (néha) felhasználásával. Az immunpróba által kimutatott molekulát gyakran "analit"-nek nevezik, és sok esetben fehérje, bár lehet másfajta, különböző méretű és típusú molekula is, amennyiben a vizsgálathoz szükséges tulajdonságokkal rendelkező, megfelelő antitesteket fejlesztettek ki. A biológiai folyadékokban, például a szérumban vagy a vizeletben lévő analitokat gyakran mérik orvosi és kutatási célokra immunpróbák segítségével.
Az immunoassayk számos különböző formátumban és változatban léteznek. Az immunoassayk több lépésben is lefuttathatók, a reagensek hozzáadásával és kimosásával vagy elválasztásával a vizsgálat különböző pontjain. A többlépéses vizsgálatokat gyakran nevezik szeparációs immunoassay-nak vagy heterogén immunoassay-nak. Néhány immunoassay egyszerűen elvégezhető a reagensek és a minta összekeverésével és fizikai méréssel. Az ilyen vizsgálatokat homogén immunpróbáknak vagy ritkábban nem szétválasztó immunpróbáknak nevezik.
Az immunoassaykban gyakran alkalmaznak kalibrátort. A kalibrátorok olyan oldatok, amelyekről ismert, hogy tartalmazzák a kérdéses analitot, és az analit koncentrációja általában ismert. Az analízis valós mintára adott válaszának összehasonlítása a kalibrátorok által előállított válaszsal lehetővé teszi a jelerősség értelmezését a mintában lévő analit jelenlétének vagy koncentrációjának szempontjából.

## Fordítás
Ez a szócikk részben vagy egészben  az   Immunoassay című angol Wikipédia-szócikk ezen változatának fordításán alapul.  Az eredeti cikk szerkesztőit annak laptörténete sorolja fel. Ez a jelzés csupán a megfogalmazás eredetét és a szerzői jogokat jelzi, nem szolgál a cikkben szereplő információk forrásmegjelöléseként.